# Max Aarons
Maximillian James Aarons (Hammersmith, Gran Londres, Inglaterra, 4 de enero de 2000), más conocido deportivamente como Max Aarons, es un futbolista británico que juega de defensa en el Rangers F. C. de la Scottish Premiership.

## Biografía
Tras empezar a formarse como futbolista en el Luton Town F. C. y posteriormente en el Norwich City F. C., tras nueve años subió al primer equipo, haciendo su debut el 14 de agosto de 2018 en la Copa de la Liga contra el Stevenage F. C., llegando a jugar la totalidad de los 90 minutos del partido. Durante su etapa en el club disputó más de 200 partidos y consiguió ascender en un par de ocasiones a la Premier League.
El 10 de agosto de 2023 fue traspasado al AFC Bournemouth por 7 millones de libras. Dos días después debutó con el club en un empate a uno contra el West Ham United en la Premier League. Jugó veinte partidos en esta competición durante la campaña, en la que el equipo consiguió un nuevo récord de puntos en la categoría.
El 13 de enero de 2025 fue cedido, con opción de compra, al Valencia C. F. hasta el final de la temporada. Jugó cinco partidos y dicha opción no fue ejercida. Sin embargo, no regresó a Bournemouth, ya que en el mes de junio fue prestado al Rangers F. C.

## Selección nacional
Tras irrumpir en el primer equipo del Norwich City al comienzo de la temporada 2018-19, se ganó una convocatoria para la selección sub-19 de Inglaterra en septiembre de 2018.
El 30 de agosto de 2019 fue incluido por primera vez en la Inglaterra sub-21. Debutó durante la victoria por 3-2 en la fase de clasificación contra Turquía el 6 de septiembre de 2019. Formó parte de la selección que fue eliminada en la fase de grupos del Campeonato de Europa Sub-21 de la UEFA 2021.
A pesar de sus internacionalidades con Inglaterra, en marzo de 2021 se informó de que sería convocado con la selección nacional de fútbol de Jamaica, como parte de un complot de la Federación Jamaicana de Fútbol para convocar a propósito a varios jugadores ingleses y nacidos en Inglaterra con el fin de aumentar las posibilidades de la nación de clasificarse para el Mundial de 2022. El presidente de la JFF Michael Ricketts afirmó que Aarons iba a solicitar un pasaporte jamaicano para poder jugar con la nación. Sin embargo, Aarons reveló posteriormente que Jamaica no se había puesto en contacto con él: "Puedo jugar con Jamaica, pero nunca he sabido nada de ellos ni nada parecido. Hubo gente que me mandó mensajes, algunos familiares de Jamaica, y tuve que decir que no había oído nada". También reveló que no tenía ningún interés en jugar para nadie más que su nación natal, comentando: «mi enfoque total está definitivamente en Inglaterra«.
El 14 de junio de 2023 fue incluido en la convocatoria de Inglaterra para el Campeonato de Europa Sub-21 de la UEFA 2023. Fue titular en la final en la que Inglaterra venció a la selección española de fútbol sub-21 por 1-0 para ganar el torneo.

## Clubes
| Club                    | País       | Año       | Partidos | Goles |
| ----------------------- | ---------- | --------- | -------- | ----- |
| Norwich City F. C.      | Inglaterra | 2018-2023 | 213      | 6     |
| AFC Bournemouth         | Inglaterra | 2023-2025 | 27       | 0     |
| Valencia C. F. (cedido) | España     | 2025      | 5        | 0     |
| Rangers F. C. (cedido)  | Escocia    | 2025-     |          |       |

## Palmarés

### Campeonatos nacionales
| Título           | Club               | País       | Año  |
| ---------------- | ------------------ | ---------- | ---- |
| EFL Championship | Norwich City F. C. | Inglaterra | 2019 |
| EFL Championship | Norwich City F. C. | Inglaterra | 2021 |

### Campeonatos internacionales
| Título          | Equipo            | Sede              | Año  |
| --------------- | ----------------- | ----------------- | ---- |
| Eurocopa sub-21 | Inglaterra sub-21 | Georgia · Rumania | 2023 |